# 賴榮坤
賴榮坤是台灣企業家，曾任中華民國全國商業總會秘書長、台灣省商業會副總幹事、財團法人賑災基金會董事（第10屆）、財團法人中華民國電腦技能基金會董事等。2016年6月8日任職國家年金改革委員會委員，立場與時任中華民國全國商業總會理事長賴正鎰一致，賴正鎰代表發言：
|  | 改革關鍵在於年齡與年金的試算，難度非常高，看政府敢不敢觸碰真正的問題。 年金是個大黑洞，應該要調整，但不是一刀切，應該分段分年處理，政府應該提出各種試算結果才對。 |

## 外部連結
- 總統府國家年金改革委員會-委員名單 （页面存档备份，存于）